# Nil Montserrat
Pas d'image ? Cliquez ici
Nil Montserrat, né le 8 décembre 1988 à El Masnou est un pilote automobile espagnol.

## Carrière
Il naît de parents dominicain, et fait du karting dès l'âge de huit ans. En 1997, il participe à son premier championnat de karting : le championnat social Lliçá de Vall.
Il commence sa carrière de pilote automobile en 2004 dans le championnat espagnol de Formule libre.
En juillet 2008, après la manche qui a lieu à Albacete il prend la tête du championnat d'Espagne de Formule 3. Cette même année, il réalise cinq podium en six courses disputées, mais un problème de budget le contraint à interrompre ses activités en cours de championnat. Il disputera huit courses sur dix-sept courses au total cette saison et en remportera deux.
En 2009, il dispute les 1 000 kilomètres de Spa avec l'écurie Q8 Oils Hache Team, où il pilote la Lucchini LMP2/08. Il termine non classé.
En 2010, il pilote en championnat d'Europe de Formule 3.